# Maćedonce
Maćedonce (izvirno srbsko Маћедонце) je naselje v Srbiji, ki upravno spada pod Občino Medveđa; slednja pa je del Jablaniškega upravnega okraja.

## Demografija
V naselju živi 202 polnoletnih prebivalcev, pri čemer je njihova povprečna starost 48,3 let (47,0 pri moških in 49,6 pri ženskah). Naselje ima 86 gospodinjstev, pri čemer je povprečno število članov na gospodinjstvo 2,74.
To naselje je, glede na rezultate popisa iz leta 2002, večinoma srbsko, a v času zadnjih treh popisov je opazno zmanjšanje števila prebivalcev.
|  |

| Demografija | Demografija     | Demografija     |
| Leto        | Št. prebivalcev | Št. prebivalcev |
| ----------- | --------------- | --------------- |
|             |                 |                 |
|             |                 |                 |
|             |                 |                 |
|             |                 |                 |
| 1948        | 705             |                 |
| 1953        | 757             |                 |
| 1961        | 681             |                 |
| 1971        | 498             |                 |
| 1981        | 373             |                 |
| 1991        | 337             | 324             |
| 2002        | 248             | 236             |
|             |                 |                 |

| Etnična sestava po popisu iz leta 2002 | Etnična sestava po popisu iz leta 2002 | Etnična sestava po popisu iz leta 2002 | Etnična sestava po popisu iz leta 2002 | Etnična sestava po popisu iz leta 2002 |
| -------------------------------------- | -------------------------------------- | -------------------------------------- | -------------------------------------- | -------------------------------------- |
| Srbi                                   | Srbi                                   |                                        | 232                                    | 98,30%                                 |
| Črnogorci                              | Črnogorci                              |                                        | 1                                      | 0,42%                                  |
| Neznano                                | Neznano                                |                                        | 2                                      | 0,84%                                  |